# Дубровин, Александр Иванович
Алекса́ндр Ива́нович Дубро́вин (7 (19) апреля 1855, Камышлов, Пермская губерния, Российская империя — 14 апреля 1921, Москва, РСФСР) — российский врач и общественно-политический деятель. Один из виднейших деятелей и идеологов черносотенного движения начала XX века. Действительный член Русского собрания, один из создателей и лидеров Союза русского народа, создатель и лидер Всероссийского дубровинского союза русского народа.

## Биография
Согласно  биографической справке о Дубровине, составленной канцелярией Императорской военно-медицинской академии по запросу уголовного отделения Кутаисского окружного суда, что Дубровин родился 7 апреля 1855 года в Камышлове Пермской губернии (ныне Свердловской области) и был крещён по православному обряду в местном соборе Покрова Пресвятой Богородицы. Восприемниками его стали заседатель Камышловского земского суда титулярный советник И. М. Долгов и жена поручика М. И. Александрова. Однако до публикации этих сведений А. А. Ивановым в 2024 году считалось, что он родился в Кунгуре. Отцом его был коллежский секретарь Иван Стефанович Дубровин, а матерью «законная жена его Глафира Иванова»
Окончил курс Военно-медицинской академии в 1879 году, служил военным врачом. Отбывая воинскую повинность, служил в 5-м пехотном Калужском полку, в 90-м Онежском полку, в лазарете Конного лейб-гвардии полка, в Семёновском Александровском военном госпитале.
Выйдя в 1889 году в отставку, защитил докторскую диссертацию и с 1889 года работал врачом ремесленного училища цесаревича Николая. В мае 1897 года уволился из училища и стал заниматься частной медицинской практикой как детский врач. Если верить показаниям А. И. Дубровина, данным им на допросе в ЧК, он некоторое время служил «за 300 рублей в год» врачом Еврейского приюта для бедных детей. Кроме того, сообщал Александр Иванович, за все время его практики у него лечилась масса живущих в столице евреев. Дубровин пользовался большой популярностью у пациентов, на доходы от медицинской практики составил себе состояние, приобрёл акции и пятиэтажный доходный дом. Чин по гражданской службе — статский советник.
18 сентября 1901 года стал действительным членом Русского собрания, но руководящих должностей не занимал.

### Союз Русского Народа
В 1905 году вместе с художником Аполлоном Майковым основал «Союз русского народа» (СРН).
В день празднования Собора Архистратига Михаила Александр Дубровин был избран председателем главного совета Союза русского народа.
В 1906—1907 году члены СРН организовали убийство двух евреев — депутатов Думы от либеральной партии кадетов Михаила Герценштейна и Григория Йоллоса, а также неудачно покушались на убийство Сергея Витте. По делу об убийстве М. Я. Герценштейна были осуждены бывшие члены СРН Александр Половнёв, Егор Ларичкин, Николай Юскевич-Красковский и Сергей Александров. Убийство Йоллоса и покушение на Витте были организованы членом СРН Александром Казанцевым, причастным также к убийству Герценштейна — выдавая себя за эсера-максималиста, Казанцев через своего друга социал-демократа Семёна Петрова вошёл в доверие к рабочему революционных взглядов Василию Фёдорову и его знакомому Алексею Степанову, которые и стали исполнителями задуманных покушений. В связи с обвинениями в причастности к убийству Герценштейна Дубровин в 1909 году скрывался от следствия. После того как Николай II помиловал участников Высочайшим указом, в декабре 1909 года Дубровин вернулся в Петербург. Историк С. А. Степанов указывает, что «в 1909-10 получили распространение слухи о причастности Дубровина к покушениям на С. Ю. Витте, убийству М. Я. Герценштейна и другим террористическим актам, одновременно против Дубровина выступил ряд более умеренных деятелей СРН во главе с Н. Е. Марковым».
21 декабря 1906 года (3 января 1907) произошло покушение на жизнь Дубровина. Он ехал на извозчике возле казарм Измайловского полка. Неизвестный выстрелил в Дубровина из револьвера, но, промахнувшись, скрылся.
В 1911 году, после раскола в СРН, Дубровин оставил пост председателя главного совета и создал со своими сторонниками «Всероссийский дубровинский союз русского народа». В течение 1911 и последующих годов Дубровин несколько раз приговаривался судом к штрафу и к кратковременному аресту за клевету по адресу как правительственных лиц (например, архангельского губернатора), так и членов думы (А. И. Гучкова, Каменского). В частности, А. И. Дубровин выступал в газетах правого толка с обвинениями в адрес смоленской мещанки Мирры Пинкус, которая якобы похитила православного ребёнка и исколола его, добывая кровь для ритуальных целей. Смоленский окружной суд в декабре 1913 года установил клеветнический характер этих измышлений и присудил Дубровина и его сообщников к 8 месяцам тюрьмы.

### Последние годы жизни
После Февральской революции, 28 февраля 1917 года, Дубровин был арестован и препровождён в Думу, откуда был в тот же день освобождён с охранными свидетельствами, данными ему лично и его имуществу. Но, выходя из Думы, он встретился с А. Ф. Керенским, по приказу которого Дубровина вновь арестовали. В ночь с 2 на 3 марта Дубровин был переведён в Трубецкой бастион Петропавловской крепости, где его впоследствии навестили Муравьёв и поэт А. А. Блок, участвовавший в работе Чрезвычайной следственной комиссии Временного правительства. Комиссия допрашивала Дубровина на протяжении марта — мая 1917 года. 14 октября 1917 года Дубровин был освобождён из-под стражи в связи с состоянием здоровья.
С 12 декабря 1917 года Дубровин жил в Москве, работал врачом в 1-й Лефортовской советской амбулатории. Арестован Всероссийской чрезвычайной комиссией 21 октября 1920 года. В документах дела указано, что Дубровин «с 1905 по 1917 гг. являлся председателем „Союза Русского Народа“, который боролся с освободительным движением в России». 30 октября 1920 года к этому добавилось обвинение в контрреволюции. Дубровина лично допрашивали В. Р. Менжинский, М. Я. Лацис и Б. М. Футорян.
1 ноября 1920 года Особый отдел ВЧК вынес заключение, что «обвинение гр. Дубровина Александра Ивановича в организации до революции убийств, погромов, инсинуаций, подлогов, стремящихся всей своей деятельностью задушить освобождение России» доказано, и дело было передано на рассмотрение Коллегии ВЧК с предложением «б. председателя Союза Русского Народа А. И. Дубровина — расстрелять».
29 декабря 1920 года приговорён к расстрелу Коллегией ВЧК («осуждён за организацию убийств и погромов»). Имеется также повторный приговор от 14 апреля 1921 года, вынесенный Президиумом ВЧК.
Точная дата смерти Дубровина остаётся неизвестной. Историки отмечают отсутствие в Центральном архиве ФСБ России сведений о дате приведения приговора в исполнение и о месте захоронения Дубровина, вкупе с фактом, что в статье о Дубровине, вошедшей в Малую Советскую энциклопедию (1929 год), даты его смерти (казни) нет. С другой стороны, утверждение Большой советской энциклопедии (1972), что Дубровин был «расстрелян за антисоветскую деятельность» якобы ещё осенью 1918 года является очевидно ошибочным.
По заключению Генеральной прокуратуры РФ от 7 сентября 1998 года Дубровин А. И. был реабилитирован.

## Семья
Супруга — Елена Ивановна Дубровина (девичья фамилия неизвестна). Сыновья — Александр (1879-?) и Николай (1881-?). Александр окончил Институт путей сообщения и служил инженером на железных дорогах, к 1920 г. он был помощником начальника Казанской железной дороги. Николай окончил Морское училище, в 1914 г. был лейтенантом флота, участвовал в Первой мировой войне, в 1919—1920 гг. служил в Красной армии, был начальником оперативного отдела Западно-Двинской флотилии.

## Оценки деятельности
Дон Роусон (1995) констатирует, что личностные характеристики Дубровина различаются. Люди, близкие к Дубровину по работе в СРН, либо поддерживавшие его в верхах, высказываются восторженно. Так, секретарь СРН М. М. Зеленский говорит о Дубровине (в пересказе Rawson’а) как о «сердечном человеке, прирождённом вожде — впечатление, разделяемое многими другими в организации». С. Ю. Витте называл Дубровина «негодяем» и «героем вонючего рынка… которых сторонятся и которым во всяком случае порядочные люди не дают руки», а министр внутренних дел Пётр Дурново возражал, что «он прекраснейший и честный человек».
«Дубровин, всхлипнувший и бросившийся целовать руку Муравьёва, потом с рыданием упал на койку (гнусные глаза у старика)» — вспоминает Александр Блок о посещении Дубровина в Петропавловской крепости, куда русский поэт пришёл в качестве сотрудника Чрезвычайной следственной комиссии Временного правительства, расследовавшей дело Дубровина.
Дубровин был издателем и редактором православно-патриотической газеты «Русское знамя», выходившей под девизом «За Веру Православную, Царя Самодержавного, Отечество нераздельное и Россию для Русских». Историк А. В. Репников указывает, что на её страницах пропагандировались монархические идеи, критиковалась деятельность Государственной думы, либералов и левых радикалов, публиковались антисемитские статьи. Сам А. И. Дубровин на допросе в ВЧК категорически отвергал возводимые на него обвинения: «„Союз“ никогда не проповедовал человеконенавистничества, и на страницах своего органа постоянно развивал обратное, а именно человеколюбие. Ни к каким погромам „Союз“ никогда никакого отношения не имел. Ко всякой партии естественно примыкание из-за различных выгод разных пошлых, нечестных элементов. Так было и с „Союзом Русского Народа“».
«Краткая еврейская энциклопедия» называет Дубровина «известным антисемитом». А. Степанов приводит призывы Дубровина бойкотировать товары и услуги, производимые евреями, а также «изгнать из России жидов, как наших главных врагов, главных виновников русской революции и всех несчастий, постигших Россию в последние годы».

## Сочинения
- Самолечение болезней : Кн. о разум. и целесообраз. способах и средствах к восстановлению потерян. и расстроен. здоровья : Лечение болезней целеб. свойствами природы и разумным образом жизни / Соч. практика-врача А. А. Дубровина. — Москва : тип. Ф. Иогансон, 1875. — [2], 324, 306, 200 с. : ил.; 20.
- Открытое письмо председателя Главного Совета Союза русского народа А. И. Дубровина митрополиту С.-Петербургскому Антонию, первенствующему члену Св. Синода с приложением письма в редакцию «Русского знамени» Н. Дурново. — [Санкт-Петербург] : тип. Генералова, [1907]. — 30 с.; 17.
- Тайны судьбы. (Фантазия-действительность). СПб., 1907;
- Братья-союзники! Союзу Русского Народа. СПб., 1908;
- Плоды персидской конституции: (Фельетон). СПб., 1908;
- Куда временщики ведут Союз русского народа. СПб., 1910.
- Открытое письмо Митрополиту Санкт-Петербургскому Антонию. СПб., 1906; (с приложением письма Н.Дурново в редакцию «Русского знамени»). 1907; (недоступная ссылка)
- Куда временщики ведут Союз Русского Народа. Т. 1-2. (Сост. А. И. Дубровин). СПб., 1910—1911.
- Следственное дело доктора Дубровина. Публикация В. Г. Макарова // Архив еврейской истории. Международный исследовательский центр российского и восточноевропейского еврейства. Т.1. М., РОССПЭН, 2004.
- Дубровин А. И. За Родину. Против крамолы / Сост., предисл., коммент. Д. И. Стогов / Отв. ред. О. А. Платонов. — М.: Институт русской цивилизации, 2011. — 480 с. ISBN 978-5-902725-77-0